# Planota
Planota v geologiji in fizični geografiji je relativno obsežno, pretežno ravno (ali rahlo razgibano) površje, dvignjeno nad okolico, ki je s strmimi pobočji vidno omejeno s sosednjimi deli površja, navadno na večji nadmorski višini na kopnem (ali tudi pod morjem, dvignjeno nad morsko dno okoli nje).
Planote lahko nastanejo s številnimi procesi, vključno z dvigovanjem vulkanske magme, iztiskanjem lave in erozijo vode in ledenikov. Planote so glede na njihovo okolje razvrščene na medgorske, predgorske ali celinske. Nekatere planote imajo lahko majhen raven vrh, druge pa so široke.

### Vulkansko
Vulkanske planote nastanejo zaradi vulkanske dejavnosti. Primer je planota Columbia na severozahodu Združenih držav. Lahko nastanejo z dvigovanjem vulkanske magme ali iztiskanjem lave.
Mehanizem podčrtanja pri oblikovanju planot iz dviganja se začne, ko se magma dvigne iz plašča, kar povzroči, da tla nabreknejo navzgor. Na ta način se velike, ravne kamnine dvignejo in tvorijo planoto. Za planote, ki nastanejo z iztiskanjem, je kamnina zgrajena iz lave, ki se širi navzven iz razpok in šibkih območij v skorji.

### Tektonsko
Tektonske planote tvorijo premiki tektonskih plošč, ki povzročajo dviganje, in so običajno precejšnje velikosti in dokaj enakomerne nadmorske višine. Primeri so Dekanska planota v Indiji, Osrednja Mezeta na Iberskem polotoku.

### Erozija
Planote lahko nastanejo tudi zaradi erozijskih procesov ledenikov na gorskih verigah, zaradi česar ležijo med gorskimi verigami. Tudi voda lahko erodira gore in druge oblike tal v planote. Razčlenjene planote so močno erodirane planote, ki jih sekajo reke in jih prekinjajo globoke ozke doline. Primer je Škotsko višavje.

## Razvrstitev
Planote so razvrščene glede na njihovo okolje.
- Medgorske planote so ene najvišjih in najobsežnejših planot na svetu, ki jih obdajajo nagubane gore. Primeri so Tibetanska planota med Himalajo in gorovjem Kunlun, planota Altiplano med dvema območjema Andov.[2]
- Lavne ali vulkanske planote se pojavljajo na območjih razširjenih vulkanskih izbruhov. Magma, ki pride ven skozi ozke razpoke v skorji, se razširi na veliko območje in se strdi in tvorijo lavne ali vulkanske planote. Planota Antrim na Severnem Irskem, Dekanska planota v Indiji in Kolumbijska planota v Združenih državah Amerike so primeri lavnih planot.
- Piedmontske planote so na eni strani obrobljene z gorami, na drugi z ravnino ali morjem. Primer je Piedmontska planota v vzhodnih Združenih državah med gorovjem Apalači in Atlantsko obalno planoto.
- Kontinentalne (celinske) planote so z vseh strani obrobljene z ravnicami ali oceani, ki se oblikujejo stran od gora. Primer celinske planote je Antarktična planota na vzhodni Antarktiki.

## Velike planote

### Azija
Največja in najvišja planota na svetu je Tibetanska planota, včasih metaforično opisana kot »streha sveta«, ki še nastaja zaradi trkov Indo-avstralske in Evrazijske tektonske plošče. Tibetanska planota obsega približno 2.500.000 km², na približno 5000 m nadmorske višine. Planota je dovolj visoka, da obrne konvekcijske cikle Hadleyevih celic in požene monsune Indije proti jugu. Planota Deosai v Pakistanu je na povprečni nadmorski višini 4114 metrov. Velja za drugo najvišjo planoto na svetu.
Druge večje planote v Aziji so: Nadžd na Arabskem polotoku, nadmorska višina od 762 do 1525 m, Armensko višavje (ok. 400.000 km²), nadmorska višina 900–3100 m, Iranska planota (ok. 3.700.000 km²), nadmorska višina 300–1500 m, Anatolska planota v Mali Aziji (Turčija oz. Anatolija), nadmorska višina večinoma 600–1200 m, Mongolska planota (ok. 2.600.000 km²), Planota Ukok (Altaj), na severu Azije je največja Srednjesibirska planota, manjši sta Vitimska in Aldanska planota v vzhodni Sibiriji ter na jugu Dekanska planota (ok. 1.900.000 km²), nadmorska višina 300–600 metrov.

### Antarktika
Druga zelo velika planota je ledena Antarktična planota, ki jo včasih imenujejo polarna planota ali planota kralja Haakona VII., kjer sta geografski južni tečaj in postaja Amundsen-Scott South Pole, ki pokriva večino vzhodne Antarktike, kjer ni znane gore, vendar precej 3000 m visoko površinski led in se zelo počasi širi proti okoliški obali skozi ogromne ledenike. Polarni ledeni pokrov je tako masiven, da so eholokacijske meritve debeline ledu pokazale, da so velika območja pod morsko gladino. Toda ko se led tali, se bo zemlja pod njo vrnila z izostazijo in se na koncu dvignila nad morsko gladino.

### Severna Amerika
Velika planota v Severni Ameriki je planota Kolorado, ki pokriva približno 337.000 km² v Koloradu, Utahu, Arizoni in Novi Mehiki.
V severni Arizoni in južnem Utahu planoto Kolorado prepolovita reka Kolorado in Veliki kanjon. Do tega je prišlo tako, da je pred več kot 10 milijoni let že obstajala reka, čeprav ne nujno v popolnoma enakem toku. Nato so podzemne geološke sile povzročile, da se je zemljišče v tem delu Severne Amerike postopno dvignilo za približno centimeter na leto milijone let. Zgodilo se je nenavadno ravnovesje: reka, ki bi postala reka Kolorado, je lahko erodirala v zemeljsko skorjo s skoraj enako hitrostjo kot dvig planote. Zdaj, milijone let pozneje, je severni rob Velikega kanjona na nadmorski višini približno 2450 m, južni rob Velikega kanjona pa približno 2150 m nad morsko gladino. Najgloblje je reka Kolorado približno 1830 m pod nivojem severnega roba.
Druga visokogorska planota v Severni Ameriki je Mehiška planota. S površino 601.882 km² in povprečno višino 1825 m je dom več kot 70 milijonov ljudi.

### Južna Amerika
Tepui ali tepuy (španska izgovarjava: [teˈpuj]) je mizasta gora ali mesa, ki jo najdemo v višavju Gvajane v Južni Ameriki, zlasti v Venezueli in zahodni Gvajani. Beseda tepui pomeni "hiša bogov" v maternem jeziku Pemonov, avtohtonega ljudstva, ki naseljuje Gran Sabana.
Tepuije lahko štejemo za majhne planote in jih običajno najdemo kot izolirane entitete in ne v povezanih območjih, zaradi česar so gostitelj edinstvene vrste endemičnih rastlinskih in živalskih vrst. Nekateri najbolj izjemni tepui so masiv Neblina, Cerro Autana, Auyan in gora Roraima. Običajno so sestavljeni iz čistih blokov predkambrijskega kremenčevega arenitnega peščenjaka, ki se nenadoma dvigajo iz džungle in ustvarjajo spektakularno naravno pokrajino. Auyantepui je izvir Angelovega slapa, najvišjega slapa na svetu.
Kolumbijska prestolnica Bogotá leži na andski planoti, znani kot Altiplano Cundiboyacense, ki je približno velika kot Švica. Ta severna andska planota s povprečno višino 2600 m je na vzhodnem območju države in je razdeljena na tri glavne ravninske regije: Savana Bogotá, dolini Ubaté in Chiquinquirá ter dolini Duitama in Sogamoso.
Vzporedne verige Andov mejijo na eno najvišjih planot na svetu: Altiplano (špansko za "visoka planota"), Andska planota ali Bolivijska planota. Leži v zahodni osrednji Južni Ameriki, kjer so Andi najširši, je najobsežnejše območje visoke planote na Zemlji zunaj Tibeta. Glavnina Altiplana leži na ozemlju Bolivije in Peruja, medtem ko njegovi južni deli ležijo v Čilu. Na planoti Altiplano je več mest, kot so Puno, Oruro, El Alto in La Paz, upravni sedež Bolivije. Severovzhodni Altiplano je bolj vlažen od jugozahodnega, kjer je zaradi svoje suhosti več salar ali solin. Na meji med Bolivijo in Perujem leži jezero Titikaka, največje jezero v Južni Ameriki.

### Afrika
Najvišja afriška planota je Etiopsko višavje, ki pokriva osrednji del Etiopije. Je največje neprekinjeno območje svoje nadmorske višine na celini, pri čemer le malo njegove površine pade pod 1500 m, medtem ko vrhovi dosežejo višino do 4550 m. Zaradi svoje višine in velike površine jo včasih imenujejo streha Afrike.
Drug primer je Highveld (Visoki Veld) v Robnem Gorovju (Veliki rob, Južna Afrika), ki je del južnoafriške celinske planote, ki ima nadmorsko višino nad približno 1500 m, vendar pod 2100 m, kar izključuje gorska območja Lesota. Je dom nekaterih največjih južnoafriških mestnih aglomeracij.
V Egiptu sta planota Giza in gora Galala, ki se dviguje 3300 nad morsko gladino.

### Oceanija
Zahodna planota, del Avstralskega ščita, je starodavni kraton, ki pokriva večji del jugozahoda celine, površino približno 700.000 kvadratnih kilometrov. Ima povprečno nadmorsko višino med 305 in 460 m.
Vulkanska planota Severnega otoka je območje visokogorja, ki zavzema večji osrednji del Severnega otoka Nove Zelandije, z vulkani, planotami lave in kraterskimi jezeri, med katerimi je najbolj opazno največje jezero v državi, jezero Taupō. Planota se razteza približno 100 km od vzhoda proti zahodu in 130 km od severa proti jugu. Večina planote je več kot 600 m nadmorske višine.